# Saldae
Saldae (łac. Diocesis Salditanus) – stolica historycznej diecezji w Cesarstwie rzymskim, w prowincji Mauretania Sitifense, zlikwidowana w VII w. podczas ekspansji islamskiej, współcześnie w północnej Algierii. Obecnie katolickie biskupstwo tytularne.

## Biskupi
| Lp. | Biskup                       | Funkcja                                      | Od                | Do                   |
| --- | ---------------------------- | -------------------------------------------- | ----------------- | -------------------- |
| 1   | Albertus                     | biskup pomocniczy Fryzyngi                   | 1415              | 1442                 |
| 2   | Johannes Frey                | biskup pomocniczy Fryzyngi                   | 19 sierpnia 1457  | 8 kwietnia 1474      |
| 3   | Erasmus Perchinger           | biskup pomocniczy Fryzyngi                   | 6 listopada 1482  | 26 września 1483     |
| 4   | Mathias Schach               | biskup pomocniczy Fryzyngi                   | 19 listopada 1495 | 5 listopada 1515     |
| 5   | Konrad Mair                  | biskup pomocniczy Fryzyngi                   | 21 lipca 1517     | 1522                 |
| 6   | Hieronim Antoni Szeptycki    | biskup pomocniczy łucki (Polska)             | 20 lipca 1739     | 24 września 1759     |
| 7   | Ignacy Krzyżanowski          | biskup pomocniczy przemyski                  | 14 czerwca 1762   | ?                    |
| 8   | Bernard-Claude Panet         | arcybiskup koadiutor Quebecu (Kanada)        | 12 sierpnia 1806  | 4 grudnia 1825       |
| 9   | Daniel O’Connor              | wikariusz apostolski Madrasu (Indie)         | 25 kwietnia 1834  | 10 lipca 1867        |
| 10  | Joseph Prud’homme            | emerytowany biskup Prince Albert (Kanada)    | 20 lutego 1937    | 5 stycznia 1952      |
| 11  | Hélder Câmara                | biskup pomocniczy Rio de Janeiro (Brazylia)  | 3 marca 1952      | 12 marca 1964        |
| 12  | Henri Jenny                  | biskup koadiutor Cambrai (Francja)           | 15 maja 1965      | 15 lutego 1966       |
| 13  | Marie-Joseph Lemieux         | nuncjusz apostolski                          | 16 września 1966  | 4 marca 1994         |
| 14  | Sylvester Carmel Magro       | wikariusz apostolski Bengazi (Libia)         | 10 marca 1997     | 20 stycznia 2018     |
| 15  | Limacêdo Antônio da Silva    | biskup pomocniczy Olindy i Recife (Brazylia) | 4 kwietnia 2018   | 25 października 2023 |
| 16  | Simiao Purificaçao Fernandes | biskup pomocniczy Goa i Damanu (Indie)       | 6 kwietnia 2024   |                      |